# SAZAS letna lestvica slovenskih skladb 2006
SAZAS letna lestvica najbolj predvajanih slovenskih skladb 2006, ki vključuje le domače izvajalce za dve TOP 50 lestvici: reparticijski razred 100 (nacionalni radio) in razred 110 (komercialne postaje).

## Kategorija
Celotna lestvica obeh kategorij obsega Top 50 slovenskih skladb leta 2006.
| Mesto | Naslov                         | Izvajalec                          |
| ----- | ------------------------------ | ---------------------------------- |
| 1     | "Malo tu malo tam"             | Neisha                             |
| 2     | "Le kaj se skriva pod obleko"  | Neisha                             |
| 3     | "Najlepša pot"                 | Neisha                             |
| 4     | "Ko bi le vedel"               | Jadranka Juras                     |
| 5     | "Voda"                         | Dan D                              |
| 6     | "Mesto sanj"                   | Alenka Godec ft. Perpetuum Jazzile |
| 7     | "Plan B"                       | Anžej Dežan                        |
| 8     | "Ni ona"                       | Nina Pušlar                        |
| 9     | "Pentlja"                      | Aleksander Novak ft. Anika Horvat  |
| 10    | "Roke"                         | Dan D ft. Polona Kasal             |
| 11    | "Kadar sva sama"               | Olivija                            |
| 12    | "Nad vse"                      | Jadranka Juras                     |
| 13    | "Vrata v raj"                  | Avia Band                          |
| 14    | "Če ne moreš do neba"          | Mef ft. NOB                        |
| 15    | "Mi paše"                      | Monika Pučelj                      |
| 16    | "Maš še kje čas"               | Neisha                             |
| 17    | "Moje sanje"                   | Gušti ft. Polona                   |
| 18    | "Lepljive misli"               | G-spot                             |
| 19    | "Tako lepo si zlomila mi srce" | Nude                               |
| 20    | "Ti si se bal"                 | Domen Kumer & Lara Baruca          |

| Mesto | Naslov                        | Izvajalec                    |
| ----- | ----------------------------- | ---------------------------- |
| 1     | "Le kaj se skriva pod obleko" | Neisha                       |
| 2     | "Malo tu malo tam"            | Neisha                       |
| 3     | "Mandoline"                   | Saša Lendero                 |
| 4     | "Ti znaš"                     | Eva Moškon                   |
| 5     | "Plan B"                      | Anžej Dežan                  |
| 6     | "Polje tvojih sanj"           | Omar Naber                   |
| 7     | "Plastika"                    | Siddharta                    |
| 8     | "Ni ona"                      | Nina Pušlar                  |
| 9     | "Omar ti teslo"               | Omar Naber                   |
| 10    | "Zdravnik"                    | Mirna Reynolds               |
| 11    | "Non stop"                    | Kingston                     |
| 12    | "Barka iz perja"              | Jan Plestenjak               |
| 13    | "Nebo nad nama"               | Tabu                         |
| 14    | "Planet za zadet"             | Neisha                       |
| 15    | "Pejdap"                      | Da Phenomena                 |
| 16    | "Ko bi le vedel"              | Jadranka Juras               |
| 17    | "Roke"                        | Dan D & Polona Kasal         |
| 18    | "Mi chica latina"             | Sebastian & Luka Nižetić     |
| 19    | "Noro se ujameva"             | Domen Kumer & Rebeka Dremelj |
| 20    | "Polkaholik"                  | Atomik Harmonik              |